# Wodnicha hiacyntowa

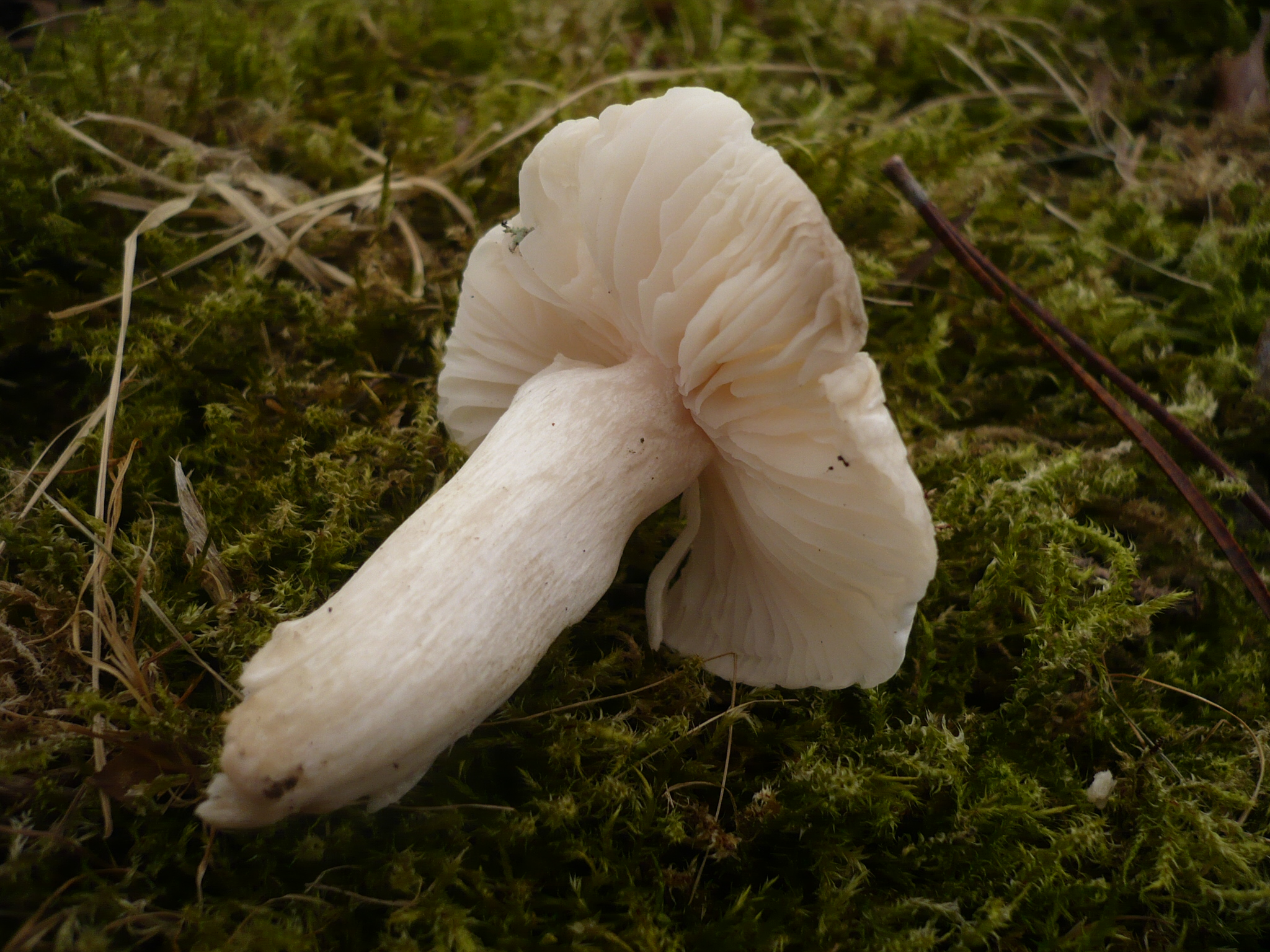

Wodnicha hiacyntowa (Hygrophorus hyacinthus (Batsch) Sacc.) – gatunek grzybów z rodziny wodnichowatych (Hygrophoraceae).

## Systematyka i nazewnictwo
Pozycja w klasyfikacji według Index Fungorum: Hygrophorus, Hygrophoraceae, Agaricales, Agaricomycetidae, Agaricomycetes, Agaricomycotina, Basidiomycota, Fungi.
Po raz pierwszy zdiagnozował go w 1783 r. A.J.G.K. Batsch nadając mu nazwę Agaricus hyacinthus. Obecną, uznaną przez Index Fungorum nazwę nadał mu P.A. Saccardo w 1887 r.
Nazwę polską nadała Barbara Gumińska w 1997 r.

## Występowanie i siedlisko
Wodnicha hiacyntowa w piśmiennictwie naukowym na terenie Polski do 2003 r. notowana była na pięciu stanowiskach: Góry Świętokrzyskie 1968, Tatry 1967, 1967, 1968, Pieniński Park Narodowy 1976. Znajduje się na Czerwonej liście roślin i grzybów Polski. Ma status E – gatunek wymierający, którego przeżycie jest mało prawdopodobne, jeśli nadal będą działać czynniki zagrożenia. Znajduje się na listach gatunków zagrożonych także w Estonii, Finlandii, Niemczech, Norwegii, Szwecji.
Siedlisko: świerkowe lasy iglaste. Owocniki na ziemi od września do października.